# PDP-7

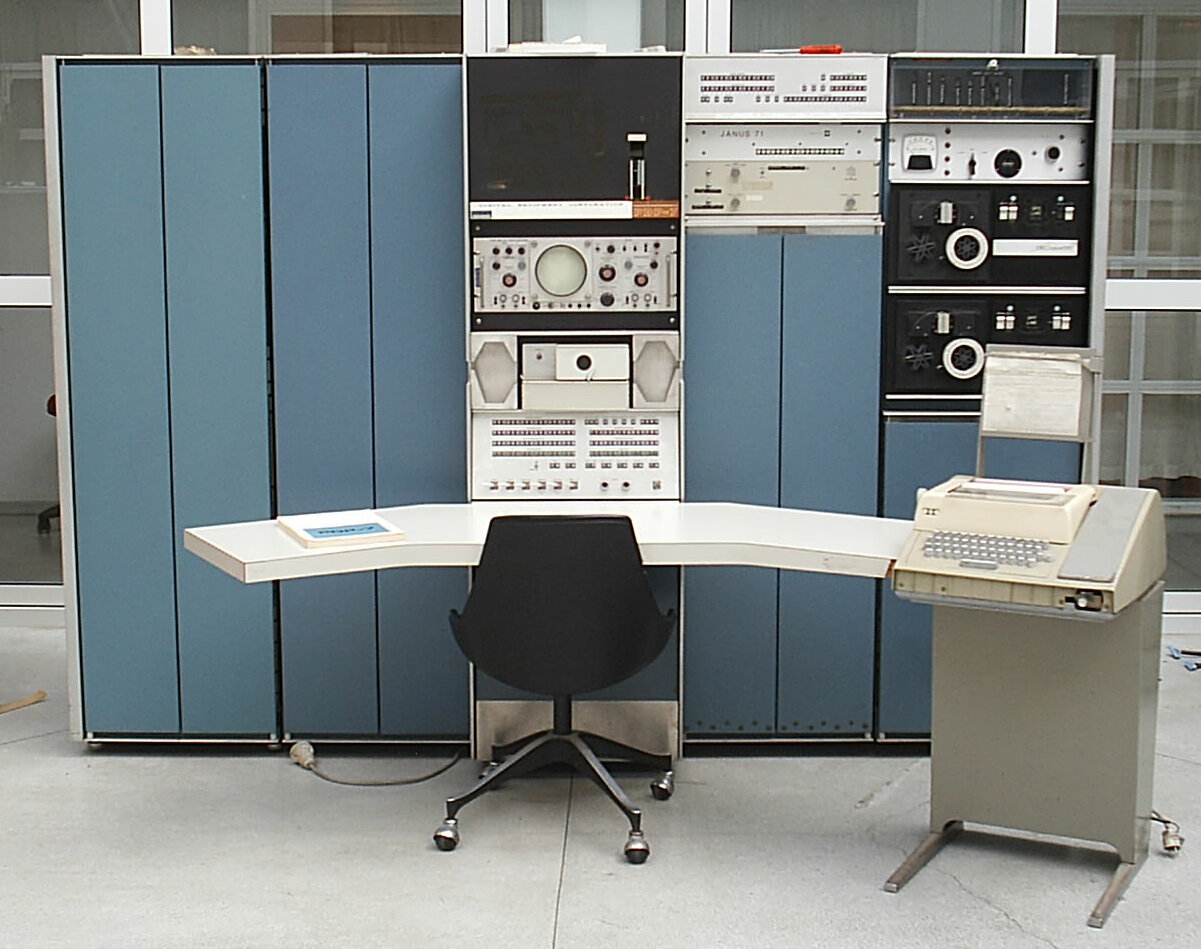
PDP-7

DEC PDP-7，由迪吉多公司所研發的一款迷你電腦，從1965年開始生產上市。它是PDP系列的一個產品，用來取代PDP-4。它應用迪吉多公司研發的Flip Chip模組，在當時是較為便宜而且運算能力強大的技術。它也是第一款使用繞線（Wire wrap）的PDP產品。
1969年，貝爾實驗室的肯·湯普遜利用一台當時閒置的PDP-7機器，開發多工作業系統。在1970年，釋出第一版的UNIX作業系統。